# 柳田稔
柳田 稔（やなぎだ みのる、1954年〈昭和29年〉11月6日 ‐ ）は、日本の政治家。基幹労連組合員。
法務大臣（第84代）、拉致問題担当大臣、参議院議員（4期）、衆議院議員（2期）、民主党幹事長代理、民主党参議院幹事長、民主党広島県連代表、国民民主党両院議員総会長、参議院財政金融委員長、参議院厚生労働委員長、参議院予算委員長等を歴任。
血液型はA型。

## 来歴

### 生い立ち
鹿児島県鹿児島市出身。本籍は広島県福山市。鹿児島県立鶴丸高等学校を経て、1973年に東京大学教養学部理科I類に入学する（岩崎学生寮に在籍）が自主退学し、寿司屋で5年間修行を積んだ。1981年に東京大学工学部船舶工学科へ再入学し、1983年3月に卒業。同年4月、神戸製鋼所に入社し呉工場に配属された。

### 民社党〜新進党
1990年の第39回衆議院議員総選挙に旧広島3区から民社党公認で出馬し、初当選。1993年の第40回衆議院議員総選挙で再選。同年8月、民社党が初めて与党に加わった細川内閣が誕生するが8カ月で細川護熙首相は退陣に追い込まれ、続く羽田内閣も2カ月で総辞職した。民社党は自社さ連立政権発足後に解党し、柳田を含む同党議員の多くが新進党結党に参加した。1996年の小選挙区制導入後初の第41回衆議院議員総選挙では、広島7区で自民党のベテラン宮澤喜一に完敗し落選（新進党は加藤六月のような一部の例外を除き、重複立候補を認めていなかった）。

### 民主党
1998年（平成10年）に第18回参議院議員通常選挙に広島県選挙区から無所属で出馬し、参議院議員に初当選。以降連続3選。後に民主党に入党し、第20・22回は同党公認で再選。2009年9月、参議院厚生労働委員長に就任し、2010年3月25日には子ども手当法案の採決を行った。2010年7月、民主党参議院幹事長に就任。

### 法務大臣・拉致問題担当大臣

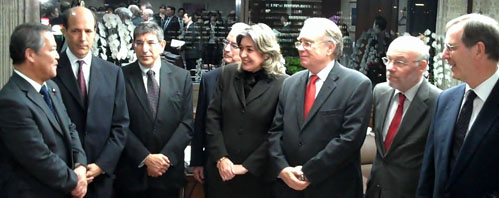
2010年10月22日、法務省にて各国の外交官らと

2010年9月17日発足の菅直人第1次改造内閣で法務大臣兼拉致問題担当大臣として初入閣。就任直後の記者会見で北朝鮮による日本人拉致問題への取り組みに関する質問に対し、拉致問題には民社党時代から党をあげて取り組んでおり、今後も特定失踪者問題調査会や韓国の関係者から情報を得て拉致被害者の帰国に全力を挙げると述べた。拉致問題に関しては拉致議連に参加するなどの目立った活動がなく、拉致被害者家族会からは（柳田とは）面識がない、拉致問題について見識はあるのかといった、柳田の拉致問題に対する見識を疑問視する声が上がった。一方、仙谷由人内閣官房長官は「彼は今までこの問題に関心を持って、それなりの人脈を持っている」と述べ、実績不足という懸念を否定している。

#### 国会答弁軽視発言
2010年11月14日、柳田は広島市での国政報告会で大阪地検特捜部主任検事証拠改竄事件などに言及し「皆さんも、何で柳田さんが法相と理解に苦しんでいるんじゃないかと思うが、一番理解できなかったのは私です。私は、この20年近い間、実は法務関係は1回も触れたことはない」「法務大臣とは良いですね。二つ覚えときゃ良いんですから。 個別の事案についてはお答えを差し控えますと、これが良いんです。 わからなかったらこれを言う。で、後は法と証拠に基づいて適切にやっております。この二つなんです。まあ、何回使ったことか」などと発言した。
この発言について自民党の河井克行は、11月16日の衆議院法務委員会で「法相という職を汚している発言」として謝罪と撤回を要求。審議が止まったため柳田が「委員会の審議では真摯な答弁を心掛けたい」と陳謝し再開した。
11月17日、柳田は国会軽視ととられる発言をしたとして仙谷官房長官から厳重注意を受け、「謹んでお受けしました」と答えた。また同日の参議院予算委員会でも思慮が足りなかったと陳謝した。柳田はその後も法相続投に強い意欲を示していたが、11月22日午前に首相官邸で菅直人首相に辞表を提出した。就任当初から死刑執行に前向きではあったが、死刑執行起案書を受け取ることなく退任した。法相は仙谷が兼務。

### 法務大臣退任後
民主党は参議院東日本大震災復興特別委員会委員長に柳田を推していたが、自民党が反発したため2011年6月13日に委員40人による選挙が行われ、柳田が22票、自民党の岩城光英が16票、白票が2票で柳田が委員長に選出された。特別委員会の委員長が選挙で選ばれるのは、国旗及び国歌に関する特別委員会以来、12年ぶり。
2011年9月、東日本大震災復興特別委員長を退任。2012年6月、参議院予算委員長に就任。2012年9月に行われた民主党代表選挙では中央代表選挙管理委員長として選挙管理の責任者の任にあたった。2012年12月に民主党幹事長代理に就任。
2013年6月11日、社民党の山内徳信が参議院外交防衛委員会で米軍普天間飛行場（沖縄県宜野湾市）の名護市辺野古移設について「辺野古新基地建設は人殺しをする戦争目的の飛行場建設だ。（米国の）海兵隊の使う基地は人殺しのためのものだ」と述べたことについて、柳田稔は6月20日の同委員会で「そういう声も沖縄にある、真摯に受け止めなければならない」と述べ、自民党の佐藤正久防衛政務官が山内に発言の撤回を求めたことを問題視し「議員が委員会の場で発言するのは憲法で認められている」と述べ山内を擁護した。その際、「議院規則に基づき当該発言は品位に関わるため提言した。」と答弁する佐藤に対し、「あのさ、ダラダラさ、余計なことをさ、別なことをダラダラ時間つかわないでくれる」などと呼びかけつつ、佐藤の主張を一蹴した。
2015年1月の民主党代表選挙では、元幹事長・細野豪志の推薦人に名を連ねた。
2016年7月10日の第24回参議院議員通常選挙で広島県選挙区に民進党公認候補として出馬、2位の得票で4選。

### 国民民主党
2018年5月7日、民進党と希望の党の合流により結党された国民民主党に参加。
同日、両院議員総会長に就任した。
2020年9月8日、玉木雄一郎が結成する新「国民民主党」および合流新党である「立憲民主党」のいずれの党にも参加しないことを表明。院内会派としては国民民主党・新緑風会に引き続き所属。
2021年12月22日、次期参院選に立候補せず、引退すると表明した。

## 政策
委員会審議
2007年4月12日、参議院外交防衛委員会（議題は知的所有権議定書など三つの条約案件の質疑・採決）に麻生太郎外務大臣が約1分の遅刻をしたことに激怒し、委員長として開会を拒否した。
議員定数
2010年8月3日、党参議院幹事長に就任。民主党のマニフェストに掲げられている、参議院の定数を40議席削減する方針について「相当難しいことになるのではないか」と述べた上で「まず、民主党としての考えをまとめていかなければいけない」として、早急に議論を開始すべきとの考えを示した。
エネルギー政策
電力総連の支持を受ける、中国地方の国会議員や地方議員らで構成される「未来の環境・エネルギー政策を考える会」会長を務めている。
選択的夫婦別姓
選択的夫婦別姓制度についての選択式アンケートにおいて「どちらかといえば賛成」としている。

## 活動
大阪地検特捜部主任検事証拠改竄事件
2010年10月、法務大臣として、大阪地検特捜部主任検事証拠改竄事件の被疑者とされた大坪弘道、佐賀元明、前田恒彦の各検事を懲戒免職した。

## 選挙歴
| 当落 | 選挙                     | 執行日         | 年齢 | 選挙区    | 政党   | 得票数     | 得票率 | 定数 | 得票順位 /候補者数 | 政党内比例順位 /政党当選者数 |
| ---- | ------------------------ | -------------- | ---- | --------- | ------ | ---------- | ------ | ---- | ------------------ | ---------------------------- |
| 当   | 第39回衆議院議員総選挙   | 1990年02月18日 | 35   | 旧広島3区 | 民社党 | 7万9718票  | 15.21% | 5    | 4/7                | /                            |
| 当   | 第40回衆議院議員総選挙   | 1993年07月18日 | 38   | 旧広島3区 | 民社党 | 7万3433票  | 14.80% | 5    | 3/8                | /                            |
| 落   | 第41回衆議院議員総選挙   | 1996年10月20日 | 41   | 広島7区   | 新進党 | 6万9603票  | 34.66% | 1    | 2/4                | /                            |
| 当   | 第18回参議院議員通常選挙 | 1998年07月12日 | 43   | 広島県    | 無所属 | 28万7923票 | 22.57% | 2    | 2/7                | /                            |
| 当   | 第20回参議院議員通常選挙 | 2004年07月11日 | 49   | 広島県    | 民主党 | 50万9875票 | 42.62% | 2    | 1/4                | /                            |
| 当   | 第22回参議院議員通常選挙 | 2010年07月11日 | 55   | 広島県    | 民主党 | 29万5276票 | 24.53% | 2    | 2/5                | /                            |
| 当   | 第24回参議院議員通常選挙 | 2016年07月10日 | 61   | 広島県    | 民進党 | 26万4358票 | 23.15% | 2    | 2/7                | /                            |